# Силвейра-Мартинс
Силвейра-Мартинс (порт. Silveira Martins) — муниципалитет в Бразилии, входит в штат Риу-Гранди-ду-Сул. Составная часть мезорегиона Западно-центральная часть штата Риу-Гранди-ду-Сул. Входит в экономико-статистический микрорегион Рестинга-Сека. Население составляет 2712 человека на 2006 год. Занимает площадь 118,307 км². Плотность населения — 22,9 чел./км².

## Статистика
- Валовой внутренний продукт на 2003 составляет 19.178.589,00 реалов (данные: Бразильский институт географии и статистики).
- Валовой внутренний продукт на душу населения на 2003 составляет 7.245,41 реалов (данные: Бразильский институт географии и статистики).
- Индекс развития человеческого потенциала на 2000 составляет 0,796 (данные: Программа развития ООН).